# Ifeoma Onumonu
Ifeoma Onumonu, née le 25 février 1994 à Rancho Cucamonga en Californie, est une footballeuse internationale nigériane. Elle évolue actuellement au poste d'attaquante au Montpellier HSC.

## Biographie
Ifeoma Onumonu naît en Californie de parents nigérians. Après avoir étudié au Los Osos Highschool, elle rejoint l'Université de Californie et joue avec les California Golden Bears, où elle marque 33 buts en 82 matches.

### En club
Ifeoma Onumonnu est sélectionnée à la draft 2017, en huitième position, par les Boston Breakers. Dès 2018, la franchise fait faillite et se retire du championnat. Onumonu est envoyée aux Portland Thorns, où elle ne dispute que huit matches avant d'être libérée par le club. Elle retrouve une équipe en signant au Reign en 2019, en tant que remplaçante des internationales parties à la coupe du monde. Elle est finalement conservée pour la fin de la saison.
En 2020, Ifeoma Onumonu signe au Sky Blue FC. Le club, qui est renommé NJ/NY Gotham en 2021, atteint la finale de la Challenge Cup et les play-offs de NWSL. C'est la saison de la révélation pour Ifeoma Onumonu : elle inscrit 8 buts, dont celui de la victoire face à son ancienne équipe du Reign le 5 juin, ainsi que 4 passes décisives. À la fin de la saison, elle est nommée dans la deuxième équipe-type de l'année.
Elle prolonge de trois ans en 2022, après une saison ratée où la franchise termine avant-dernière de la saison régulière. Lors de la saison 2023, le Gotham d'Onumonu revit et décroche le titre en NWSL.
En 2024, elle quitte les États-Unis pour la France et rejoint le Montpellier HSC.

### En sélection
Ifeoma Onumonu, possédant les nationalités américaine et nigériane, joue d'abord pour les moins de 23 ans américaines.
Elle n'est sélectionnée pour la première fois en équipe du Nigeria qu'en 2021. Elle honore sa première cap le 10 juin en entrant en jeu à la 55e minute lors d'un match amical face à la Jamaïque. Le 18 février 2022, elle inscrit ses deux premiers buts sous le maillot des Super Falcons lors d'un match de qualifications pour la coupe d'Afrique des nations face à la Côte d'Ivoire, offrant la victoire à sa sélection. Lors de cette coupe d'Afrique 2022, elle offre le but de la victoire en quarts de finale contre le Cameroun (1-0). Les Super Falcons terminent finalement à la quatrième place, mais sont malgré tout qualifiées pour la coupe du monde 2023,. Après avoir joué toute sa vie aux États-Unis, elle reconnaît devoir s'adapter au style de football africain. Elle doit aussi affronter la barrière de la langue, ne parlant pas celle de ses parents, le Igbo.

## Palmarès

### En équipe nationale
Nigeria
- Vainqueur de la Coupe d'Afrique des nations 2024